# Condado de Dublín
Dublín (en irlandés: Contae Bhaile Átha Cliath; en inglés: County Dublin) es el condado que incluye la ciudad de Dublín, la mayor ciudad y capital de la República de Irlanda.
El condado de Dublín se encuentra en la costa oriental de Irlanda, el la provincia de Leinster. Es el tercer condado más pequeño de Irlanda, con una extensión de 921 km². El censo de 2011 indicó una población de 1,270,603. Limita con el condado de Meath por el noroeste, con el condado de Kildare por el suroeste y con el condado de Wicklow por el sur; su punto más alto es el monte Kippure (757 m), en la cadena de los Montes Wicklow.

## Introducción
Dublín está situado en la costa del este de Irlanda en la provincia de Leinster. El área del condado fue llevada a cabo por el estado hasta su disolución en 1994, donde la primera parte de la sección 9 del acto del gobierno local (Dublín), en 1993, indicó que el 1 de enero de 1994 “el condado dejará de existir”. En aquel momento, y en respuesta a un informe del Consejo de Europa que destacaba a Irlanda como el país centralizado de la Unión Europea, decidió que un solo condado, Dublín, era inmanejable según una perspectiva del gobierno local. El condado fue suprimido y substituido formalmente por Laoghaire-Rathdown Dun, Fingal, y Dublín del sur. El gobierno estaba completamente enterado de la magnitud de la legislación que estaba aprobada, conocida lo más conmovedoramente posible por TD Avril Doyle en el montaje de Dáil Éireann del 3 de noviembre de 1993, donde ella declaró "la cuenta atrás antes de que suprimamos hoy con eficacia el condado Dublín".

## Actualmente
Actualmente, muchas organizaciones, agencias del estado y equipos que continúan funcionando como base en el condado de Dublín. Posteriormente, existe mucha confusión alrededor de la legitimidad de los condados nuevos. El condado Dublín ahora se define en la legislación solamente como la "región de Dublín" bajo acto del gobierno local en 1991, y ésta es la terminología usada oficialmente por los cuatro consejos administrativos de Dublín en lanzamientos de prensa referentes al área anterior del condado. Separar el uso de la mayor área de Dublín del término, que consiste en toda la región de Dublín y los condados de Kildare, Meath y Wicklow ha creado la confusión adicional. El censo de 2002 registró la población total de la región de Dublín en 1.122.821, explicando el 28% de la figura nacional.

## Demografía

### Lenguaje
En el condado hay aproximadamente 10,469 hablantes de irlandés, que asisten a las Gaelscoils (primarias de idioma irlandés) y a las Gaelcholáiste (secundarias de idioma irlandés). Puede haber hasta otros 10 000 hablantes de irlandés del Gaeltacht que viven y trabajan en Dublín.

## Gobierno local

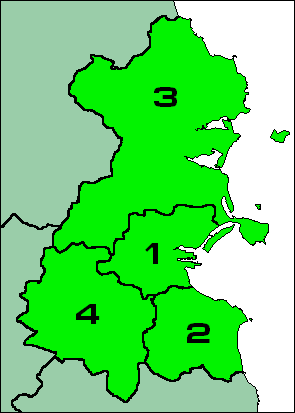
Mapa de la Región de Dublín.

El Consejo de ciudad de Dublín ha existido durante siglos como ciudad del condado, mientras que el consejo del condado de Dublín en 1994 fue suprimido y substituido por tres nuevos consejos de condado. Así resumiendo, la autoridad local de las divisiones dentro de la región de Dublín están:
| Nombre                            | Mapa | Área: km²      | Población: 2011 |
| Ciudad de Dublín                  | 1    | 114,99 (12,6%) | 525.000         |
| Condado de Dun Laoghaire-Rathdown | 2    | 127,31 (13,9%) | 206.261         |
| Condado de Fingal                 | 3    | 448,07 (49,1%) | 273.051         |
| Condado de Dublín del Sur         | 4    | 222,74 (24,4%) | 265.174         |

## Administración Política
Antes de la promulgación de la Ley de Gobierno Local 1993 (Dublín), el condado estaba unificado a pesar de que fue administrado por dos autoridades locales —el Consejo del Condado de Dublín y de la Corporación de Dublín—. Desde la promulgación de la Ley de Gobierno Local 2001, en particular, la zona geográfica de la provincia se ha dividido entre tres entidades en el nivel del "condado" y una entidad más en el nivel de "ciudad". La clasificación de la misma en el primer nivel de unidades administrativas locales de la NUTS 3 de la región de propósitos Dublín Eurostat. Hay 34 LAU y 1 entidad en la República de Irlanda. Cada municipio es responsable de ciertos servicios locales tales como el saneamiento, la planificación y el desarrollo, las bibliotecas, la colección de motor de tributación, carreteras locales y viviendas sociales.
El condado es parte de la circunscripción de Dublín, a efecto de las elecciones europeas. Para las elecciones al Dáil Éireann, el área del condado es dividido hoy en doce circunscripciones: Dublín Central, Dublín Centro-Oeste, Norte de Dublín, Dublín del norte-centro, Dublin North-East, Dublin North-West, Dublin Sur, Dublín Sur- central, Dublin South-East, Dublin South-West, Dublin West y Dun Laoghaire. Abarcando 47 diputados o TDs a la Dáil.

## Ciudades y pueblos
- Artane, Ashington, Ashtown

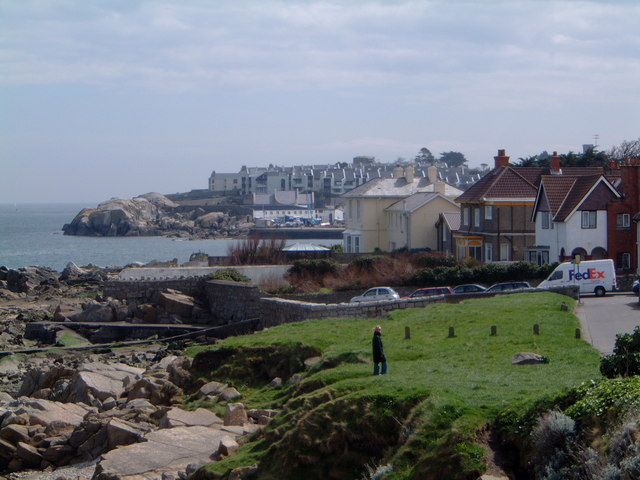
Vista de la costa de Glenageary, perteneciente al condado

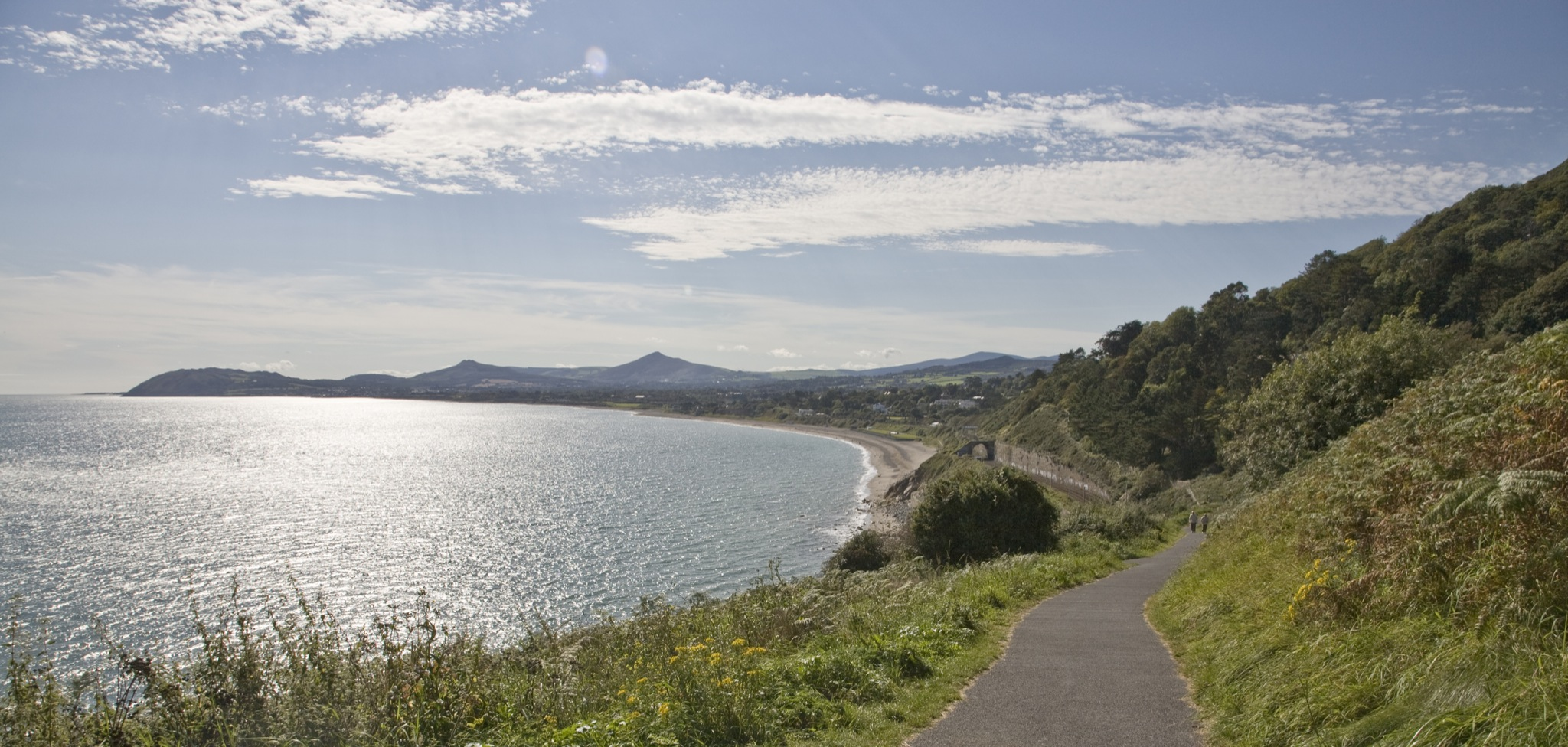
Bahía de Dublín, Killiney.

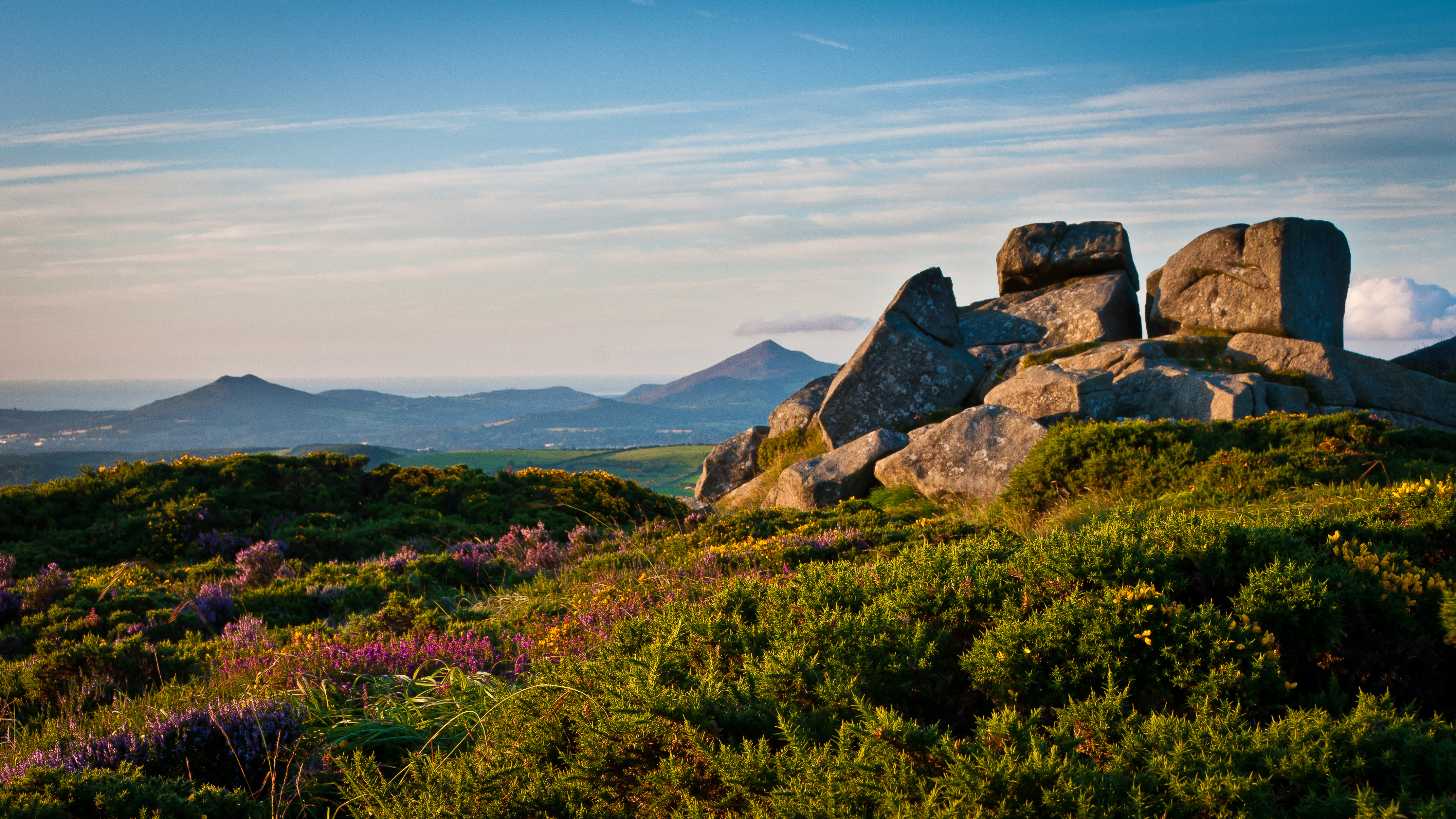
Three Rock Mountain, Dublín.

- Balbriggan (21722), Baldoyle, Balgriffin, Ballinteer, Ballsbridge, Ballybrack, Ballycullen, Ballyfermot, Ballymun, Balrothery (2017), Bayside, Beaumont, Blackrock, Blanchardstown, Booterstown, Brittas
- Cabinteely, Cabra, Carpenterstown, Carrickmines, Castleknock, Chapelizod, Churchtown, Clare Hall, Clondalkin, Clonshaugh, Clonsilla, Clonskeagh, Clontarf, Collinswood, Coolmine, Crumlin
- Dalkey, Dartry, Deans Grange, Dollymount, Dolphin's Barn, Donabate (7443), Donaghmede, Donnybrook, Donnycarney, Drimnagh, Drumcondra, Dún Laoghaire, Dundrum
- East Wall, Edmondstown
- Fairview, Finglas, Firhouse, Foxrock
- Galloping Green, Glasnevin, Glasthule, Glenageary, Goatstown
- Harold's Cross, Hartstown, Howth, Huntstown
- Inchicore, Islandbridge, Jobstown, Kill O' The Grange, Killester, Killiney, Kilmacud, Kilmainham, Kilmore, Kilnamanagh, Kilsallaghan, Kimmage, Kinsealy (264), Knocklyon
- Leopardstown, Loughlinstown, Lucan, Lusk (7786)
- Malahide (16550), Marino, Merrion, Milltown, Monkstown, Mount Merrion, Mulhuddart
- Newcastle, Naul (568)
- Oldtown (497), Ongar
- Palmerstown, Perrystown, Phibsborough, Portmarnock (9466), Portobello
- Raheny, Ranelagh, Rathcoole, Rathfarnham, Rathgar, Rathmichael, Rathmines, Rialto, Ringsend, Rush (9943)
- Saggart, Sandycove, Sandyford, Sandymount, Santry, Shankill, Skerries (10043), Smithfield, Stepaside, Stillorgan, Stoneybatter, Strawberry Beds, Sutton, Swords (39248)
- Tallaght, Templeogue, Terenure, The Coombe, Tyrrelstown
- Walkinstown, Whitehall